# 圣埃卢瓦 (菲尼斯泰尔省)
圣埃卢瓦（法語：Saint-Eloy，法語發音：[sɛ̃.t‿elwa]）是法国菲尼斯泰尔省的一个市镇，位于该省中部偏北，属于布雷斯特区。

## 地理
圣埃卢瓦（48°21'43"N, 4°7'23"W）面积12.42 平方千米，位于法国布列塔尼大區菲尼斯泰尔省，该省份为法国最西部的省份，位于布列塔尼半岛西部，北西南三面环大西洋，东临阿摩尔滨海省和莫尔比昂省。
与圣埃卢瓦接壤的市镇（或旧市镇、城区）包括：昂韦克、伊尔维亚克、锡赞、勒特雷乌。

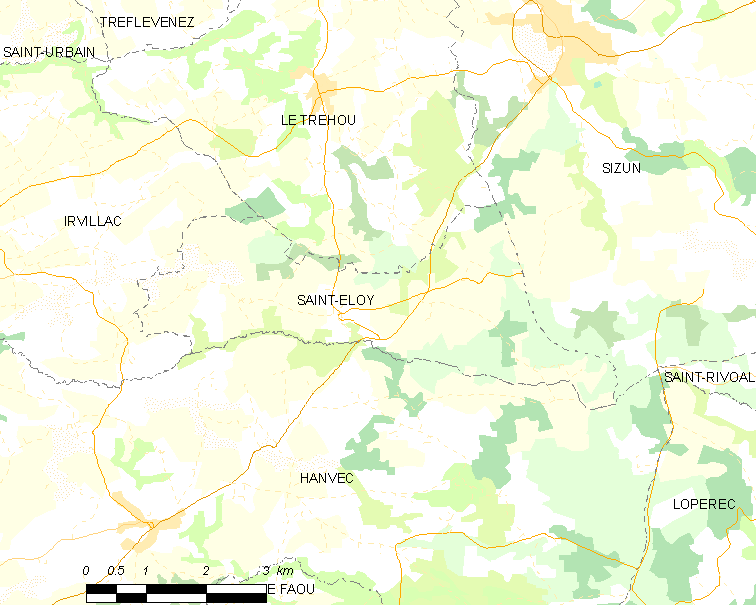
的OSM定位图

圣埃卢瓦的时区为UTC+01:00、UTC+02:00（夏令时）。

## 行政
圣埃卢瓦的邮政编码为29460，INSEE市镇编码为29246。

## 政治
圣埃卢瓦所属的省级选区为蓬德比莱基梅尔县。

## 人口

1962-2008年间人口变化图示

圣埃卢瓦于2022年1月1日时的人口数量为221人。